# Limenitis guatemalensis
Limenitis guatemalensis är en fjärilsart som beskrevs av Carpenter 1945. Limenitis guatemalensis ingår i släktet Limenitis och familjen praktfjärilar. Inga underarter finns listade i Catalogue of Life.